# Унтилівка (Подільський район)
Унти́лівка — село Окнянської селищної громади Подільського району Одеської області України. Населення становить 53 осіб.

## Історія
Приблизно у 1906—1910 роках селянином з Довжанки Унтіловим Григорієм Петровичом (1870—1919) було викуплено земельний наділ в окнянського поміщика, князя Анатолія Гагаріна. На купленій землі Унтілов спочатку вів господарство, а потім й зовсім поселився, побудувавши собі хату. Біля нього почали селитися й інші селяни. Так виник хутір Унтилових. З початком свого заснування землі Унтилівки були приписані до Малаївської-2 волості Тираспольського повіту Херсонської губернії. В Унтілова була думка назвати село іменем долини- Сухий Ягорлик, але справа пішла іншм ходом. Навколишні селяни часто їздили «до Унтилових», повз « Унтилових», отож назва «Унтилівка» міцно закріпилася за селом. В селі до цього часу живуть нащадки Григорія Унтілова.
12 червня 2020 року, відповідно до Розпорядження Кабінету Міністрів України від № 724-р «Про визначення адміністративних центрів та затвердження територій територіальних громад Одеської області», увійшло до складу Окнянської селищної громади.
19 липня 2020 року, в результаті адміністративно-територіальної реформи і ліквідації Окнянського району, село увійшло до складу новоутвореного Подільського району.

## Населення
Згідно з переписом УРСР 1989 року чисельність наявного населення села становила 81 особа, з яких 38 чоловіків та 43 жінки.
За переписом населення України 2001 року в селі мешкали 53 особи.

### Мова
Розподіл населення за рідною мовою за даними перепису 2001 року:
| Мова       | Відсоток |
| ---------- | -------- |
| українська | 75,47 %  |
| румунська  | 22,64 %  |
| білоруська | 1,89 %   |